# Ommatius similis
Ommatius similis är en tvåvingeart som beskrevs av Becker 1925. Ommatius similis ingår i släktet Ommatius och familjen rovflugor.
Artens utbredningsområde är Taiwan. Inga underarter finns listade i Catalogue of Life.